# Martin Schäuble

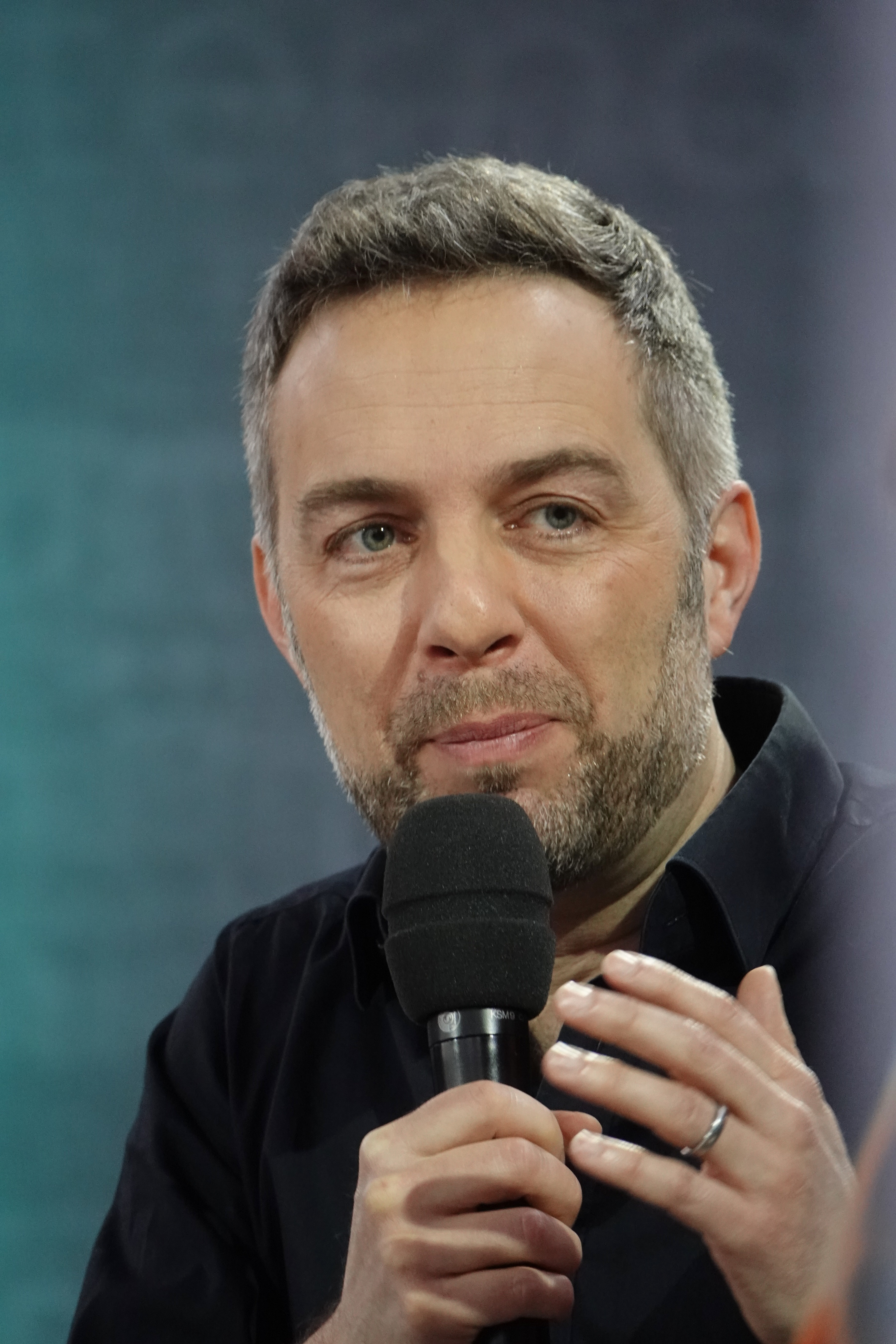
Martin Schäuble 2024

Martin Schäuble (Pseudonym: Robert M. Sonntag; * 7. Dezember 1978 in Lörrach) ist ein deutscher Journalist und Autor. Seine Bücher wurden in mehrere Sprachen übersetzt.

## Leben
Nach dem Abitur absolvierte Schäuble ein Volontariat bei der Tageszeitung Freie Presse in Chemnitz. Anschließend arbeitete er als Nachrichtenredakteur. Danach studierte er Politikwissenschaften in Berlin, Israel und den Palästinensergebieten. Das Otto-Suhr-Institut der Freien Universität Berlin promovierte ihn im Jahr 2011 mit einer Dissertation über das Thema Dschihadisten – Feldforschung in den Milieus; sein Doktorvater war Hajo Funke. Schäuble ist Mitglied im PEN Berlin.
Das Buch Die Geschichte der Israelis und Palästinenser (2007, zusammen mit Noah Flug, Neuausgabe 2024) stellt den Nahost-Konflikt anhand von Zeitzeugen-Gesprächen dar. Aus seiner Dissertation entstand sein 2011 veröffentlichtes Buch Black Box Dschihad, in dem er die Lebensläufe zweier Dschihadisten rekonstruiert. Für seinen Reisebericht Zwischen den Grenzen durchquerte er Palästina und Israel von den Golanhöhen bis ans Rote Meer zu Fuß und per Anhalter.
Sein viertes Sachbuch mit dem Schwerpunkt Nahost erschien 2016 mit dem Titel Gebrauchsanweisung für Israel und Palästina. 2013 legte er unter dem Pseudonym Robert M. Sonntag den dystopischen Roman Die Scanner vor. 2017 erschien sein zweiter Roman Endland. Auch hier flossen zahlreiche Einflüsse aus seinen journalistisch angelegten Rechercheprozessen in die Romanhandlung mit ein. Der Protagonist Anton wird in der Hörbuchfassung von Florian Lukas gesprochen.
Die Schauburg München zeigt sein 2024 verfasstes Stück Endland zum gleichnamigen Roman.
Das Schauspiel Hannover brachte zuvor eine eigene Fassung zur Uraufführung.
Im Februar 2019 erschien sein dritter Roman Die Gescannten (unter Robert M. Sonntag) bei S. Fischer. Der KI-Thriller spielt im Jahr 2048 und ist an Die Scanner angelehnt. Sein vierter Roman Sein Reich ist eine Vater-Sohn-Geschichte, die sich mit Verschwörungstheoretikern, so genannten Reichsbürgern und radikalisierten Preppern beschäftigt.
In Cleanland überlegte der Autor, wie ein Staat aussehen könnte, in dem Hygiene und Gesundheit über alles steht. Die Dystopie wurde für den Deutsch-Französischen Jugendliteraturpreis nominiert.
Der Trailer zu seinem sechsten Roman Godland spielt eine Idee von Tech-Utopisten durch: das ewige Leben in einer virtuellen Welt. Das Buch ist allerdings eine Dystopie. Im Roman Alle Farben grau geht es um den Suizid eines Jugendlichen.
Sein Roman Warum du schweigst erzählt von sexualisierter Gewalt im Breitensport. Betroffene hatten ihn hier bei seinen Recherchen unterstützt und waren auch in den Schreibprozess integriert.

## Werke

### Romane
- Robert M. Sonntag (Pseudonym): Die Scanner. S. Fischer Verlag, Frankfurt am Main 2013 und Taschenbuch 2014, ISBN 978-3-596-85537-7
- Endland. Carl Hanser Verlag, München 2017, ISBN 978-3-446-25702-3
- Robert M. Sonntag (Pseudonym): Die Gescannten. S. Fischer Verlag, Frankfurt am Main 2019, ISBN 978-3-7335-0481-6
- Sein Reich. S. Fischer Verlage, Frankfurt am Main 2020, ISBN 978-3-7373-4194-3
- Cleanland. S. Fischer Verlage, Frankfurt am Main 2020, ISBN 978-3-7373-4257-5
- Godland. Dein ewiges Leben hat einen Preis. S. Fischer Verlage, Frankfurt am Main 2023, ISBN 978-3-7373-4311-4
- Alle Farben grau. S. Fischer Verlage, Frankfurt am Main 2023, ISBN 978-3-7373-4329-9
- Warum Du schweigst. Roman. Fischer Sauerländer, Frankfurt am Main 2024, ISBN 978-3-7373-4361-9.[25]

### Sachbücher
- Die Geschichte der Israelis und Palästinenser. (zusammen mit Noah Flug), Sachbuch, Carl Hanser Verlag, München 2007, ISBN 978-3-446-20907-7 (auch Bundeszentrale für Politische Bildung, Bonn 2008, ISBN 978-3-89331-852-0 und Deutscher Taschenbuch-Verlag, München 2016, ISBN 978-3-423-62416-9)
- Dschihadisten. Feldforschung in den Milieus. (Zugl.: Berlin, Freie Univ., Diss.), Schiler Verlag, Berlin u. Tübingen 2011, ISBN 978-3-89930-333-9
- Black Box Dschihad. (Sachbuch), Carl Hanser Verlag, München 2011, ISBN 978-3-446-23665-3 und Deutscher Taschenbuch-Verlag, München 2016, ISBN 978-3-423-62539-5
- Zwischen den Grenzen. Zu Fuß durch Israel und Palästina. Carl Hanser Verlag, München 2013 und Taschenbuch Herder 2014, ISBN 978-3-446-24142-8
- Gebrauchsanweisung für Israel und Palästina. Piper Verlag, München 2016, ISBN 978-3-492-27667-2
- Komplett überarbeitete Neuausgabe: Die Geschichte der Israelis und Palästinenser – Der Nahost-Konflikt aus der Sicht derer, die ihn erleben. Carl Hanser Verlag, München 2024, ISBN 978-3-446-27933-9.

### Hörbücher
- Endland. Oetinger Media 2017, gelesen von Florian Lukas, Jodie Ahlborn, Julian Greis, Hans Löw, 6 h 3 min, ISBN 978-3837310344.
- Die Scanner. derDiwan Hörbuchverlag 2023, gelesen von Omid Paul Eftekhari, 4 h 43 min, ISBN 978-3-949840-26-5.
- Die Geschichte der Israelis und Palästinenser: Der Nahost-Konflikt aus Sicht derer, die ihn erleben. RBmedia Verlag 2024, gelesen von Sanja Nowara, Mathias Grimm, 6 h 48 min.

### Theaterstücke
- Endland. Schauburg München Spielzeit 2025/2026, Inszenierung Katharina Mayrhofer, Dramaturgie Anne Richter.[26]
- Alle Farben grau. (bisher nicht aufgeführt).[27]
- Godland. (bisher nicht aufgeführt).[28]

### Drehbücher
- sein Reich. (zusammen mit Florian Knittel, bisher nicht verfilmt).[29]

## Auszeichnungen
- 2007: „Die besten 7 Bücher für junge Leser“ im November (Deutschlandfunk) für Die Geschichte der Israelis und Palästinenser[30]
- 2007: „Luchs“ im Dezember (Die Zeit & Radio Bremen) für Die Geschichte der Israelis und Palästinenser[31]
- 2008: Nominierung für „Das beste Wissenschaftsbuch des Jahres“ (Österreich) für Die Geschichte der Israelis und Palästinenser[32]
- 2011: „Die besten 7 Bücher für junge Leser“ (Deutschlandfunk) im Juli für Black Box Dschihad[33]
- 2012: Empfehlungsliste „Evangelischer Buchpreis“ für Black Box Dschihad[34]
- 2013: „Die besten 7 Bücher für junge Leser“ (Deutschlandfunk) im April für Die Scanner[35]
- 2013: Preis des Wirtschaftsclubs im Literaturhaus Stuttgart für Die Scanner[36]
- 2016: Autorenresidenz „literarische Leuchttürme“ in Moskau (Goethe-Institut)[37]
- 2018: Nominierung für den Hansjörg Martin Preis für Endland[38]
- 2018: Leipziger Lesekompass (Stiftung Lesen und Leipziger Buchmesse) für Endland[39]
- 2019: Arbeitsstipendium für das Buchprojekt Sein Reich[40]
- 2021: Shortlist Deutsch-Französischer Jugendliteraturpreis Cleanland[41]
- 2023: LeseLenz-Preis der Thumm-Stiftung für Junge Literatur (Gesamtwerk)[42]
- 2024: „Die besten 7 Bücher für junge Leser“ im Januar (Deutschlandfunk) für Alle Farben grau[43]
- 2024: „Die besten 7 Bücher für junge Leser“ im März (Deutschlandfunk) für Die Geschichte der Israelis und Palästinenser[44]
- 2024: Die Goldene Leslie für Alle Farben grau[45]

## Sekundärliteratur
- Unterrichtsmodell für Die Geschichte der Israelis und Palästinenser von dtv: Unterrichtsmodell. Die Geschichte der Israelis und Palästinenser.
- Unterrichtseinheit für Die Scanner vom Landesbildungsserver BW: Unterrichtseinheit. Die Scanner.
- Unterrichtsmodell für Die Scanner von S. Fischer Verlage: Unterrichtsmodell. Die Scanner.
- Unterrichtsmaterial für Die Scanner vom Krapp & Gutknecht Verlag: Unterrichtsmaterial. Die Scanner.
- Beitrag über Die Scanner in der Fachzeitschrift Literatur im Unterricht von Sabine Anselm: Inhaltsangabe der Zeitschrift.
- Unterrichtsmodell für Black Box Dschihad von dtv: Unterrichtsmodell. Black Box Dschihad.
- Unterrichtsmodell für Endland von dtv: Unterrichtsmodell. Endland.
- Unterrichtsmaterial für Die Gescannten von S. Fischer Verlage: Unterrichtseinheit. Die Gescannten.
- Unterrichtsmaterial für Sein Reich von S. Fischer Verlage: Unterrichtseinheit. Sein Reich.
- Unterrichtsmaterial für Cleanland von S. Fischer Verlage: Unterrichtseinheit. Cleanland.
- Unterrichtsmodell für Godland von S. Fischer Verlage: Unterrichtsmodell. Godland.
- Unterrichtsmodell für Alle Farben grau von S. Fischer Verlage: Unterrichtsmodell. Alle Farben grau.
- Unterrichtsmodell für Warum du schweigst von S. Fischer Verlage: Unterrichtsmodell. Warum du schweigst.